# ČT3 (1993–1994)
ČT3 – trzeci program Telewizji Czeskiej, który był nadawany na częstotliwości przyznanej pierwotnie kanałowi OK3. W przeciwieństwie do dwóch pozostałych programów Telewizji Czeskiej był nadawany 24 godziny na dobę.

## Historia
Do 1990 roku istniała w Czechosłowacji emisja sowieckiej telewizji. Na tych częstotliwościach powstał czechosłowacki program OK3. Początkowo program był trzecim kanałem Telewizji Czechosłowackiej pod nazwą OK3 (cz. Otevřený Kanál Tři). Na początku lat 90. XX w. doszło do podziału kanału na dwie nowe stacje: 14 maja 1990 rozpoczęła nadawanie stacja OK3 w Czechach, a 6 czerwca 1991 rozpoczęła nadawanie stacja TA3 na Słowacji (TA3 istniał na Słowacji do 31 grudnia 1992 i od 23 września 2001 nadaje na Słowacji inna prywatna telewizja pod nazwą TA3). 1 stycznia 1993 OK3 zmienił nazwę na ČT3 i jednocześnie pozostałe stacje Czeskiej Telewizji zmieniły nazwy: F1 na ČT1, a ČTV na ČT2.